# Тепчија
Тепчија је у српским средњовековним земљама био дворски и провинцијски функционер који се бринуо о одржавању владаревих земљишних поседа. 

## Историја
Први по имену познати велики тепчија јесте тепчија Обрад који је вршио службу у доба владавине краља Владислава (1234-1243). У време владавине краља Милутина се помињу велике тепчије Хардомил, Кузма и Владоје. У Босни су тепчије посведочене од времена владавине бана Матије Нинослава (друга четвртина 13. века). Први познати тепчија у Босни јесте тепчија Радоња. После 1366. године углед тепчије у Босни нагло је опао, али је свака земља у својој управи имала тепчију. У Босни 15. века више нема ни казнаца ни тепчија.

## Дужности
Тепчија су у државној управи рангиране одмах иза казнаца. Основна дужност тепчије било је старање о владаревим земљишним поседима. Тепчија је тесао међе селима која су непосредно припадала владару. Тепчије имају своје помоћнике или службенике који им помажу у пословима. Тепчије се појављују и у судским споровима, вероватно око земљопоседа.
Дворани са титулом тепчије постојали су у Хрватској још у другој половини 11. века док се у Србији и Босни јављају касније, тек у првој половини 13. века. То, међутим, не значи да тепчије нису постојале пре 13. века. Истовремено са тепчијом је у Хрватској постојао тепчица који је вероватно био надлежан за жупу. У Босни су тепчије постојале током 13. и 14. века. Истовремено је постојало неколико тепчија, обично двојица или тројица. У држави Немањића постојао је велики тепчија, тепчија и мали тепчија. Док је у служби обласног господара, он се називао једноставно тепчија. Велики тепчија је био на владаревом двору, док је мали тепчија највероватније службу вршио по жупама или на нешто већем подручју. У Босни су тепчије постојале у бановинама Усори и Босни, вероватно и у Доњим Крајевима, а свакако у Хумској земљи која је 1332. године ушла у састав босанске државе. Титула великог тепчије угасила се у средњовековној Србији пре царског крунисања Стефана Душана (1346).

## Познате тепчије

### У Србији
- Обрад (око 1230), велики тепчија Стефана Владислава[3].
- Добравац (око 1280), служио кнегињу Хума.[4]
- Кузма (око 1306), служио Милутина.[5]
- Хардомил, служио Милутина.[6]
- Владоје (око 1326), служио Стефана Дечанског.[4]
- Мишљен (око 1330), велики тепчија, служио Стефана Дечанског.[4]
- Градислав (око 1337-1345), служио Стефана Душана

### У Босни
- Радоња (око 1240), служио Матеја Нинослава
- Вучин
- Радослав (око 1326-1329), служио Дабишу
- Милат (око 1359), служио бана Твртка у Хуму
- Батало (око 1391-1404), господар жупе Лашве
- Сладоје (помиње се у повељи бана Твртка I Котроманића од 1. јуна 1367. године.)